# توحد
التوحد (بالإنجليزية: Autism) كما يُعرف باسم الذاتوية أو اضطراب التوحد الكلاسيكي. (ويَستخدم بعض الكتّاب كلمة «توحد أو ذاتوية» عند الإشارة إلى مجموعة من اضطرابات طيف التوحد أو مختلف اضطرابات النمو المتفشية)، هو اضطراب النمو العصبي الذي يتصف بضعف التفاعل الاجتماعي والتواصل اللفظي وغير اللفظي وأنماط سلوكية مقيدة ومتكررة. وتتطلب معايير التشخيص ضرورة أن تصبح الأعراض واضحة قبل بلوغ الطفل ثلاث سنوات من العمر. ويؤثر التوحد على عملية معالجة البيانات في المخ وذلك بتغييره لكيفية ارتباط وانتظام الخلايا العصبية ونقاط اشتباكها، إلا أن كيفية حدوث ذلك غير مفهوم تماماً حتى الآن. ويعتبر التوحد واحدًا من بين ثلاثة اضطرابات تندرج تحت طيف التوحد (ASDs)، ويكوّن الاضطرابان الثاني والثالث معًا متلازمة أسبيرجر، التي تتميز بتأخر النّمو المعرفي واللّغوي لدى الطّفل، أو ما يعرف باضطراب النمو المتفشي ويُشَّخَص في حالة عدم توفر معايير تشخيص مرض التوحد أو متلازمة أسبرجر.
وللتوحد أسس وراثية قوية، على الرغم من أن جينات التوحد معقدة، ومن غير الواضح ما إذا كان يمكن تفسير سبب التوحد من خلال الطفرات النادرة وحدها، أم من خلال تظافر مجموعات نادرة من المتغيرات الجينية المشتركة. وفي بعض الحالات النادرة، يرتبط التوحد ارتباطاً وثيقاً مع العوامل المسببة للتشوهات الخلقية. وتحيط الخلافات بالمسببات البيئية الأخرى، مثل المعادن الثقيلة والمبيدات الحشرية أو لقاحات الطفولة، ولا يمكن تصديق افتراض اللقاح بيولوجيًا؛ لقلة الأدلة العلمية المُقنعة.
ويصاب بمرض التوحد حوالي 1-2 من كل 1000 شخص في جميع أنحاء العالم، وهو يحدث بمعدل أربعة إلى خمسة أضعاف في الذكور عنه في الإناث. وأفادت مراكز السيطرة على الأمراض والوقاية منها أنه أُصِيبَ 1.5% من أطفال الأمم المتحدة (واحد من كل 68) بالتوحد، وذلك اعتبارًا من عام 2014، بزيادة بلغت نسبتها 30% عن عام 2012، حيث كان يصاب فرد من كل 88. وقد ازداد عدد الأشخاص الذين شُخِّصُوا زيادة كبيرة منذ الستينيات، وهو ما قد يكون جزئيًّا بسبب التغيرات في الممارسة التشخيصية وإلى الحوافز المالية التي خصصتها الدول لتحديد أسبابه. ومسألة ما إذا كانت المعدلات الفعلية قد ازدادت أم لا، ما تزال دون حل إلى الآن.
وعادة ما يُلاحظ الآباء مؤشرات التوحد في العامين الأولين من حياة الطفل. وتتطور هذه المؤشرات تطورًا تدريجيًا، ولكن بعض الأطفال المصابين بهذا المرض يتطورون في النمو بشكل أكثر من الطبيعي ثم يبدأون في التراجع أو التدهور. وتساعد التدخلات السلوكية والمعرفية والتخاطبية الأطفال المصابين بالتوحد على اكتساب مهارات الرعاية الذاتية والمهارات الاجتماعية ومهارات التواصل. وعلى الرغم من عدم وجود علاج معروف، إلا أن هناك تقارير عن حالات شُفِيَت. ولا يستطيع الكثير من الأطفال الذين يعانون من هذا المرض العيش بشكل مستقل بعد بلوغ سن الرشد، لكن بعضهم استطاع ذلك فعلاً. وقد تطورت ثقافة التوحد، فأصبح هناك بعض الأفراد الذين يسعون إلى تلقي العلاج، وغيرهم الذين يؤمنون بأنه ينبغي قبول المصابين بالمرض واعتبارهم مختلفين وعدم التعامل معهم على أنهم يعانون من اضطرابات.
على المستوى العالمي، تُفيد التقديرات أن مرض التوحد يؤثر على 24.8 مليون شخص اعتبارًا من عام 2015. في العِقد الأول من القرن العشرين، قُدّرت نسبة الأشخاص المتأثرين عالمياً بـ 1-2 لكل 1000 شخص في جميع أنحاء العالم. في البلدان المتقدمة، يُشَّخَص نحو 1.5% من الأطفال الذين يعانون من طيف التوحد اعتبارا من عام 2017. وذلك بزيادة من نسبة 0.7% في عام 2000 في الولايات المتحدة.

## خصائص المرض
التوحد هو اضطراب متغير بدرجة ملحوظة في النمو العصبي، يظهر للمرة الأولى في مرحلة الطفولة، ويتبع مسارًا ثابتًا دون سكون. تبدأ الأعراض الظاهرة تدريجيًا بعد عمر الستة أشهر، وتثبت في عمر العامين أو ثلاثة أعوام، وتميل إلى الاستمرار خلال مرحلة البلوغ، على الرغم من أنها في كثير من الأحيان تظهر في شكل أكثر فتورًا أو ضآلة. ويتميز المرض بوجود ثلاثة أعراض محددة: ضعف في التفاعل الاجتماعي، وضعف في التواصل، واهتمامات وأنماط سلوكية مقيدة ومتكررة. وهناك جوانب أخرى شائعة مثل وجود نمط معين في تناول الطعام، ولكن هذا لا يعتبر عاملاً في تشخيص المرض. وتنتشر أعراض التوحد بين عامة السكان، والظاهر أنها ليست مقترنة بهم بشكل كبير، ولا يوجد خط فاصل يميز بين المصابين بالمرض بشدة وبين من توجد لديهم الأعراض الشائعة.

### التطور الاجتماعي
ويميز العجزُ الاجتماعي التوحدَ وطيف التوحد عن اضطرابات النمو الأخرى. ويعاني المصابون بالتوحد من مشكلات اجتماعية، وغالبًا ما ينقصهم الحدس الذي يعتبره الكثير أمرًا مفروغًا منه. وصفت تمبل جراندين التي أصيبت بالتوحد، عدم قدرتها على فهم طرق التواصل الاجتماعي الخاص بالأشخاص الذين لديهم نفس المرض، أو الأشخاص ذوي النمو العصبي المعتاد. وجعلها ذلك تشعر أنها «عالمة أنثروبولوجيا على سطح المريخ».
وتظهر التنمية الاجتماعية غير العادية بوضوح في مرحلة الطفولة المبكرة. ويظهر الرضع المصابون بالتوحد اهتمامًا أقل تجاه المؤثرات الاجتماعية، ويبتسمون وينظرون إلى الآخرين بشكل قليل في كثير من الأحيان، وقليلًا ما يستجيبون عند سماع أسمائهم. ويختلف الأطفال الصغار الذين يعانون من التوحد بشكل ملفت للنظر عن غيرهم، فعلى سبيل المثال، يقل عندهم التواصل عن طريق العين ولا ينتبهون لأخذ دورهم أثناء الكلام للتفاعل مع الآخرين. وليست لديهم القدرة على استخدام الحركات البسيطة للتعبير عن أنفسهم، ومثال على ذلك، عدم استطاعتهم الإشارة إلى الأشياء. وقليلًا ما يظهر الأطفال المصابون الذين يتراوح عمرهم بين 3 إلى 5 سنوات القدرة على الفهم الاجتماعي، والاقتراب من الآخرين من تلقاء أنفسهم، وتقليد الرد على الانفعالات، والتواصل بشكل لا شفهي، والتناوب مع الآخرين. ومع ذلك، فإنهم بالفعل يكونون روابط مع من يقدم لهم الرعاية الأساسية. وتعتبر إمكانية حفاظ هؤلاء الأطفال على المرفقات أقل من غيرهم، ولكن هذا الاختلاف يختفي في حالة الأطفال الأعلى في التطور العقلي أو الأقل في حدة الإصابة بالمرض. ويكون أداء الأطفال الأكبر سنًا والبالغين المصابين بالتوحد أسوأ في الاختبارات التي تعتمد على الوجه والانتباه للانفعالات والمشاعر.
ويعاني الأطفال المصابون بالتوحد بشعور قوي ومتكرر بالوحدة، وذلك مقارنة مع أقرانهم غير المصابين، على الرغم من الاعتقاد الشائع بأن الأطفال المصابين بالتوحد يفضلون أن يكونوا بمفردهم. وأثبت أن تكوين الصداقات والحفاظ عليها يصعب على هؤلاء. فبالنسبة لهم عدد الأصدقاء، وليس نوعية الصداقة، يجعلهم يشعرون بالوحدة. فالصداقات الفعالة، مثل التي تتكون عن طريق الحفلات، ربما تؤثر في حياتهم بشكل أعمق.
وهناك العديد من التقارير القصصية - ولكن القليل من الدراسات المنهجية - المتعلقة بأعمال العنف والعدوانية التي يرتكبها الأفراد المصابون بالتوحد. وتشير البيانات المحدودة إلى أنه في حالة الأطفال الذين يعانون من الإعاقة الذهنية، يرتبط التوحد بالعدوانية وتدمير الممتلكات، ونوبات الغضب. وأجرت الدراسة التي تمت في عام 2007 مقابلات مع آباء 67 طفلًا مصابين بالمرض، وأوضحت أن نحو ثلثي الأطفال مرت عليهم فترات أصيبوا خلالها بنوبات غضب شديدة، وأن حوالي ثلث هؤلاء الأطفال لهم تاريخ مع العدوانية، وكان مصحوبًا بنوبات غضب ملحوظة، وذلك بشكل أكثر شيوعًا عن الأطفال غير المصابين. كما أنهم يعانون من ضعف في اللغة. وأفادت دراسة سويدية أجريت عام 2008، أن الأفراد الذين تتراوح أعمارهم بين 5 أعوام فأكثر، وخرجوا من المستشفى بتشخيص التوحد، وأن أولئك الذين ارتكبوا الجرائم العنيفة، أكثر عرضة من غيرهم للإصابة بأمراض نفسية أخرى مثل الذهان.

### التواصل
ولا تتطور مهارات الخطاب لدى حوالي ثلث إلى نصف الأفراد المصابين بالتوحد، بدرجة تكفي احتياجات التواصل اليومي. ويمكن أن توجد اختلافات في التواصل منذ السنة الأولى من عمر الفرد، ويمكن أن تشمل تأخر الاستجابة، والأنماط الصوتية التي لم يتم تزامنها مع من يقوم برعاية المريض. وفي السنة الثانية والثالثة، يصدر الأطفال المصابون هذيانًا متنوعًا، وحروفًا ساكنة، وكلمات، وعبارات أقل تواترًا وتنوعًا؛ فإيماءاتهم أقل اندماجًا مع الكلمات، واحتمالية طلبهم شيء ما أو تبادلهم خبرات مروا بها تكون قليلة، كما أنهم كثيرًا ما يكررون الكلمات التي يقولها الآخرون (لفظ صدوي)، أو يعكسون الضمائر. ولا شك أن الاهتمام المتبادل هامٌ في الخطاب الوظيفي، ولكن يبدو العجز في ذلك علامة يتسم بها الأطفال المصابون: فعلى سبيل المثال، ربما ينظرون إلى يد من يشير إلى شيء ما دون النظر إلى هذا الشيء، ويخفقون باستمرار في الإشارة إلى الأشياء أو التعليق على شئ ما أو مشاركة تجربة ما. وقد تكون لديهم صعوبة في الألعاب التي تعتمد على الخيال، أو استخدام الرموز في اللغة.
وأوضحت دراسات ثنائية تم أجراؤها أن الأطفال الذين يعانون من التوحد وتتراوح أعمارهم من خمسة إلى ثمانية أعوام يقومون بأداء متساوي، بينما يؤدي البالغون بشكل أفضل منهم، وذلك في المهام الأساسية الفردية التي تشمل اللغة والمفردات الإملائية. وأدى الفريقان أداءً أسوأ في مهام اللغة المعقدة مثل اللغة التصويرية، والفهم والاستدلال. وغالبًا ما يخمنون الكثير مما لم يعرفونه من خلال استخدام مهاراتهم اللغوية الأساسية؛ وأشارت الدراسات إلى أن هؤلاء الذين يتحدثون إلى المصابين بالتوحد يكونون أكثر مبالغة في نقل ما يفهمه الجمهور.

### السلوك المتكرر
يقوم أطفال التوحد بالعديد من أنماط السلوك المتكرر أو المقيد، والتي صنفها مقياس تقدير السلوك التوحدي على النحو التالي:
- النمطية: الحركة المتكررة، مثل ترفرف اليدين، أو دوران الرأس، أو اهتزاز الجسم.
- سلوك قهري: المتبع في الالتزام بالقواعد، مثل ترتيب الأشياء على هيئة أكوام أو صفوف.
- التماثل: مقاومة التغيير، على سبيل المثال الإصرار على ألا ينقل الأثاث من مكانه، وعلى ألا يقوم أحد بإيقاف هذا الشخص.
- السلوك الشعائري: يمثله نمطٌ غير متغير من الأنشطة اليومية، مثل وجود قائمة ثابتة، أو وجود أحد الطقوس في خلع الملابس. ويرتبط ذلك ارتباطًا وثيقًا بالتماثل. ويقترح دمج الاثنين معًا.[45]
- السلوك المقيد: وهو سلوك محدود في التركيز أوالاهتمام أو النشاط، مثل الانشغال ببرنامج تليفزيوني واحد أو الانشغال بلعبة واحدة.
- إصابة الذات: وتشتمل على الحركات التي تصيب أو يمكن أن تؤذي الشخص، مثل دبس العين، أو قطف الجلد، أو عض اليد، أو ضرب الرأس.[9] وأفادت دراسة أجريت عام 2007 أن إصابة الذات في مرحلة ما أصابت نحو 30% من الأطفال المصابين بالتوحد.[38]

ويتضح أنه لا يوجد سلوك متكرر بعينه أو إصابة ذاتية بعينها خاصة بالتوحد، ولكن التوحد نفسه يعتبر نمطاً مرتفعاً لحدوث هذه السلوكيات وزيادة خطورتها.

### أعراض أخرى
يمكن أن يصاب الأفراد الذين يعانون من التوحد بأعراض مستقلة عن أعراض التشخيص، ويؤثر ذلك على الفرد نفسه أو أسرته. يتميز نحو ما يقدر ب 1.5% إلى 10% من الأفراد المصابين بالتوحد بقدرات غير عادية، بدءًا من المهارات المنشقة مثل حفظ الأمور البسيطة إلى المواهب النادرة للغاية التي تتواجد لدى العلماء المصابين بالتوحد. ولكثير من المصابين مهارات فائقة في الإدراك والانتباه، مقارنة بعموم السكان. وتم العثور على تشوهات حسية في أكثر من 90% من المصابين، واعتبر البعض ذلك علامة مميزة أساسية، رغم عدم وجود أدلة قوية على أن الأعراض الحسية تميز التوحد عن اضطرابات النمو الأخرى. وتوجد حالات التشوهات الحسية بشكل أكبر عند المصابين الأقل استجابة (مثل الاصطدام بالأشياء)، وعند المصابين الأكثر استجابة (مثل الاستغاثة عند سماع أصوات عالية)، وتكون هذه الحالات كبيرة أيضًا عند محاولة المصابين إحداث ضجة لجذب انتباه الآخرين (مثل الحركات الإيقاعية). ويقدر أن 60-80% من المصابين لديهم علامات حركية تشمل ضعف العضلات، وضعف التخطيط للحركة، وضعف في المشي على القدمين. ويكون العجز في التنسيق الحركي في حالة طيف التوحد أكبر من ذلك الموجود في حالة التوحد البسيط.
ويصدر سلوك غير عادي في تناول الطعام عند ثلاثة أرباع الأطفال المصابين، لدرجة أن ذلك كان سابقًا مؤشرًا لتشخيص المرض. وتعتبر الانتقائية هي المشكلة الأكثر شيوعًا، على الرغم من طقوس تناول الطعام ورفضه في بعض الأحيان، فإن ذلك لا يؤدي إلى سوء التغذية. وبالرغم من أن بعض الأطفال المصابين لديهم أعراض أمراض الجهاز الهضمي، فهناك نقص في البيانات المنشورة لدعم النظرية القائلة بإن الأطفال المصابين بالتوحد لديهم أعراض أمراض الجهاز الهضمي بشكل أكثر أو مختلفًا عن المعتاد؛ وتشير الدراسات إلى نتائج متضاربة، وإلى أن العلاقة بين مشكلات أمراض الجهاز الهضمي والتوحد غير واضحة.
قد يُلاحظ على بعض الأطفال المُصابين بالتوحد وجود بعض التشوهات الخلقية البسيطة، مثل تشوهات في الأذن الخارجية أو شذوذ في رسم البصمة على الأصابع وتشوهات أخرى، قد تعكس حصول تأخر في التطور الجنيني للطفل
ويعاني آباء الأطفال المصابين بالتوحد من مستويين أعلى من التوتر، ويقر أشقاء الأطفال المصابين بالتوحد أن قدر إعجابهم بشقيقهم المصاب أكبر من إعجابهم بأشقائهم غير المصابين وأنهم أقل تعارضًا مع الشقيق المصاب، ويتشابه في ذلك أيضًا أشقاء الأطفال المصابين بمتلازمة دوان، ومع ذلك، فقد أبلغوا عن مستويات أقل من التقارب والحميمية مقارنة بأشقاء الأطفال المصابين بمتلازمة داون؛ أشقاء الأفراد الذين يعانون من مرض التوحد لديهم خطر أكبر من الرفاه السلبي وعلاقات أخوية أشد فقرا كبالغين. هناك أدلة مبدئية على أن مرض التوحد يحدث بشكل متكرر عند الأشخاص الذين يعانون من اضطراب الهوية الجندرية.

## الأسباب
منذ فترة طويلة يفترض أن هناك سبباً مشتركاً بين المستويات الوراثية، والمعرفية، والعصبية يؤدي إلى ثالوث أعراض التوحد المميزة. ومع ذلك، هناك شك متزايد أن التوحد هو اضطراب معقد له جوانبه الأساسية ذات الأسباب الواضحة، والتي تحدث معًا في كثير من الأحيان.
وللتوحد أساس وراثي قوي، على الرغم من أن جينات التوحد معقدة وأنه لا يتضح ما إذا كان يمكن تفسيره عن طريق الطفرات النادرة بالغة الأثر، أم عن طريق التفاعلات النادرة للمتغيرات الوراثية المشتركة. وتنشأ درجة من التعقيد بسبب التفاعلات بين جينات متعددة، وبسبب البيئة، والعوامل الوراثية التي لا تتغير، ولكنها تتوارث وتؤثر على التعبير الجيني. وأشارت دراسات التوائم إلى أن الوراثة تصل إلى 0.6 في التوحد و0.9 في طيف التوحد، وإلى أن أشقاء المصابين بالتوحد أكثر عرضة 25 مرة للإصابة به عن عامة السكان. ومع ذلك فإن معظم الطفرات التي تزيد من خطر الإصابة بالتوحد لم تُحَدَّد. وبشكل عام لا يمكن إرجاع سبب التوحد إلى طفرة المندلين (أحادية الجينات) أو إلى شذوذ الكروموسوم الواحد. ولم تظهر أي من المتلازمات الوراثية المرتبطة باضطراب طيف التوحد سببًا انتقائيًا للتوحد. وللعديد من الجينات المرشحة الموجودة آثارٌ صغيرة محدودة على أي جين معين. وقد ينتج العدد الكبير للأفراد المصابين بالتوحد في عائلة لم يصاب باقي أفرادها بهذا المرض بسبب تضاعف المادة الوراثية أو حذف جزء منها أو نسخها خلال الانقسام المنصف (الاختزالي). وبالتالي فإن جزءًا كبيرًا من حالات التوحد قد يرجع إلى أسباب جينية وراثية وليست موروثة: لذا فالطفرة التي تسبب التوحد ليست موجودة في جينيوم الأبوين.
قد يكون تشخيص مرض التوحد أقل لدى النساء والفتيات بسبب افتراض أنه في المقام الأول حالة ذكورية، ولكن الظواهر الوراثية مثل البصمة والربط X لها القدرة على رفع وتيرة وشدة الحالات عند الذكور، وقد تم طرح نظريات لوجود سبب وراثي وراء تشخيص الذكور أكثر من الإناث، مثل نظرية الدماغ المطبوعة ونظرية الدماغ الذكورية المتطرفة.
تؤثر تغذية الأمهات والالتهابات أثناء الحمل المسبق والحمل على النمو العصبي للجنين. يرتبط تقييد النمو داخل الرحم بالتوحد، عند الرضع الناضجين والخدج. وقد تتلف الأمراض الالتهابية وأمراض المناعة الذاتية أنسجة الجنين أو تزيد من حدة المشكلة الوراثية أو تدمر الجهاز العصبي.
وتشير أدلة إلى أن سبب مرض التوحد يعزي إلى اختلال التشابك العصبي. ويمكن أن تؤدي بعض الطفرات النادرة إلى مرض التوحد عن طريق تعطيل بعض مسارات المشابك العصبية، مثل تلك المعنية بالتصاق الخلية. وتشير دراسات استبدال الجينات في الفئران إلى أن أعراض التوحد ترتبط ارتباطًا وثيقًا بالخطوات التنموية اللاحقة التي تعتمد على النشاط في نقاط التشابك العصبي وعلى تغييرات النشاط المستقلة. وتبدأ كل الماسخات (العوامل التي تسبب تشوهات خلقية) المتعلقة بخطر الإصابة بالتوحد، في النشاط خلال الأسابيع الأولى من الحمل. وعلى الرغم من أن هذا لا يستبعد إمكانية بدء التوحد أو تأثره في وقت لاحق، فهناك دليل قوي على أن مرض التوحد ينشأ في وقت مبكر للغاية من بدء مرحلة النمو.
وبالرغم من أن الأدلة الخاصة بالأسباب البيئية غير مؤكدة ولم تثبتها دراسات موثوقة، تجري عمليات بحث واسعة النطاق. وتشمل العوامل البيئية التي قيل إنها تؤدي إلى - أو على الأقل تساهم في - تفاقم التوحد، أو قد تكون هامة في البحوث المستقبلية، ومن أمثلتها: بعض الأطعمة، والأمراض المعدية، والمعادن الثقيلة، والمذيبات، وعوادم الديزل، والكلور، والفثالات والفينولات المستخدمة في المنتجات البلاستيكية والمبيدات الحشرية، ومثبطات اللهب المبرومة، والكحول، والتدخين، والمخدرات غير المشروعة، واللقاحات، والإجهاد قبل الولادة، رغم عدم وجود أي أدلة تثبت أو تنفي علاقة بعض هذه العوامل بالتوحد بصورة تامة.
وقد يصبح الآباء في البداية مدركين أعراض التوحد التي تحدث لأطفالهم وذلك باقتراب موعد التطعيم الروتيني. وقد أدى ذلك إلى وجود نظريات غير معتمدة تلقي باللوم على اللقاح «الزائد» والمادة الحافظة الموجودة فيه، باعتبارهما السبب في الإصابة بالتوحد. وقد تم اكتشاف أن النظرية الأخيرة التي بحثتها إحدى الدراسات وقامت برفع دعوى قضائية ضدها، كانت عبارة عن«تزوير متقن». وعلى الرغم من أن هذه النظريات تفتقر إلى الأدلة العلمية وأنها غير مقنعة بيولوجيًا، أدى قلق الآباء ومخاوفهم بشأن وجود علاقة بين اللقاح والإصابة بالتوحد إلى خفض معدلات التطعيمات في مرحلة الطفولة وتفشي الأمراض التي تمت السيطرة عليها سابقًا في بعض البلدان، وإلى حالات وفيات بين عدة أطفال كان من الممكن تجنبها.

## الآلية
وتنتج أعراض التوحد عن تغييرات في النضج مرتبطة بأنظمة مختلفة في الدماغ. ولم يفهم بشكل ملم كيف يحدث التوحد. ويمكن تقسيم آلية التوحد إلى قسمين: فيزيولوجيا هياكل الدماغ والعمليات المرتبطة بالتوحد، والروابط العصبية بين هياكل الدماغ والسلوكيات. ويتضح أن السلوكيات ترتبط بعوامل فيزيولوجية متعددة.
فهناك دليل على احتمال حدوث تشوهات في محور الأمعاء والدماغ. وقد اقترح استعراض عام 2015 أن خلل الجهاز المناعي، والتهابات الجهاز الهضمي، وخلل الجهاز العصبى الذاتى، والتغيرات في الأمعاء النباتية، واستقلاب الطعام قد يتسبب في حدوث التهاب عصبي في الدماغ. وخلص استعراض عام 2016 إلى أن خلل الجهاز العصبي المعوي قد يلعب دورًا في الاضطرابات العصبية مثل مرض التوحد. إن الروابط العصبية والجهاز المناعي هي طريق قد يسمح للأمراض التي تنشأ في الأمعاء بالانتشار إلى المخ.
وتشير عدة أدلة إلى ضعف التشابك كسبب للتوحد. قد تؤدي بعض الطفرات النادرة إلى مرض التوحد عن طريق تعطيل بعض المسارات التشابكية، مثل تلك المرتبطة بالتصاق الخلية. وتشير دراسات استبدال الجينات في الفئران إلى أن أعراض التوحد ترتبط ارتباطًا وثيقًا بالخطوات التنموية اللاحقة التي تعتمد على النشاط في المشابك العصبية وعلى التغيرات المعتمدة على النشاط. يبدو أن جميع المسيرات المعروفة (العوامل المسببة للتشوهات الخلقية) المرتبطة بخطر التوحد تتصرف خلال الأسابيع الثمانية الأولى من الحمل، وعلى الرغم من أن هذا لا يستبعد إمكانية أن يبدأ التوحد أو يتأثر لاحقًا، إلا أن هناك أدلة قوية على أن التوحد ينشأ في وقت مبكر جدا في النمو.

### الفيزيولوجيا المرضية
وخلافًا للعديد من اضطرابات الدماغ الأخرى، مثل الشلل الرعاش، لا توجد آلية واضحة للتوحد سواء في الجزيئية، الخلية، أو على مستوى النظم: ومن غير المعروف ما إذا كان التوحد عبارة عن اضطرابات قليلة ناشئة من الطفرات المتقاربة على عدد قليل من المسارات الجزيئية المشتركة، أو أنه (مثل الإعاقة الذهنية) عبارة عن مجموعة كبيرة من الاضطرابات لها آليات متنوعة. ويبدو أن التوحد ينتج عن عوامل النمو التي تؤثر على العديد من أو جميع أنظمة الدماغ الوظيفية، وتشوش على توقيت نمو الدماغ أكثر من الإنتاج النهائي. وتشير دراسات التشريح العصبي والروابط بالماسخات، بقوة إلى أن آلية التوحد تشمل تغير نمو الدماغ بعد الحمل بوقت قصير. ويبدو أن هذا الوضع الشاذ يبدأ في تكوين سلسلة من أمراض الدماغ تتأثر بشكل كبير بالعوامل البيئية. وبعد الولادة فقط، تنمو أدمغة الأطفال المصابين بالتوحد بشكل أسرع من المعتاد، ثم تنمو بشكل عادي أو بطيء نسبيًا في مرحلة الطفولة. وليس معروفًا ما إذا كان النمو الزائد يحدث في جميع حالات الأطفال المصابين بالتوحد أم لا. ومن الواضح أنه في مناطق الدماغ ينمو الجانب العصبي المعرفي بشكل ملحوظ ومرتفع. وتشمل فرضيات الأسس الخلوية والجزيئية الخاصة بزيادة نمو التوحد المبكر ما يلي:
- وجود فائض من الخلايا العصبية التي تسبب اتصال موضوعي مفرط في مناطق الدماغ الرئيسة.[76]
- ارتحال الأيونات العصبية المضطربة أثناء الحمل المبكر.[77][78]
- الشبكات غير الموازنة - الاستثارية المثبطة.[78]
- التشكيل الشاذ لنقاط الاشتباك العصبي والعمود الفقري الشجيري[78] عن طريق تعديل نظام التصاق خلايا النيروكسين والنيرولوجين أو[79] عن طريق العمليات التركيبية الضعيفة للبروتينات المتشابكة.[80][81] وقد يؤدي النمو المتشابك المعطل إلى الصرع، وهو ما قد يفسر ارتباط الحالتين.[82]

وتبدأ التفاعلات بين الجهاز المناعي والجهاز العصبي في وقت مبكر خلال المرحلة الجينية من الحياة، ويعتمد النمو العصبي الناجح على استجابة مناعية متوازنة. وربما يكون النشاط المناعي الشاذ خلال الفترات الحرجة من النمو العصبي جزءًا من آلية بعض أنواع التوحد، وبالرغم من إيجاد بعض التشوهات بالجهاز المناعي في مجموعات فرعية بالأفراد المصابين بالتوحد، فليس معروفاً ما إذا كانت هذه التشوهات ذات صلة أولية أو ثانوية بالتوحد. وبسبب العثور على أجسام مضادة في غير حالات التوحد، ولعدم وجود هذه الأجسام بشكل دائم في حالة التوحد، فإن العلاقة بين اضطرابات المناعة ومرض التوحد لا تزال غير واضحة ومثيرة للجدل.
ولا تفهم علاقة العوامل الكيميائية العصبية بالتوحد على نحو جيد، وقد تم التحقيق في العديد من الأدلة على دور السيروتونين والاختلافات الوراثية في انتقال هذه العوامل. وأدى دور المجموعة الأولى ميتابو ترونيك، مستقبلات الصوديوم في متلازمة X الهشة، أكثر الجينات شيوعًا في كونها سبب التوحد، إلى الاهتمام بالتداعيات المحتملة في أبحاث مرض التوحد المستقبلة في هذا المسار. وتشير بعض البيانات إلى أن الزيادة المبالغة في النمو العصبي يحتمل أن تكون مرتبطة بزيادة في عدد هرمونات النمو أو باختلال نظام مستقبلات عامل النمو. وترتبط أيضًا بعض الأخطاء الوراثية في عملية التمثيل الغذائي بالتوحد، ولكن ربما تمثل ذلك في أقل من 5% من الحالات.
وتفترض نظرية التوحد الخاصة بالخلايا العصبية المرآتية أن التشوه في تطور هذه الخلايا يتعارض مع التقليد أو المحاكاة ويؤدي إلى وجود خصائص التوحد الأساسية وهي ضعف العلاقات الاجتماعية وصعوبات التواصل. وتعمل الخلايا العصبية المرآتية عندما يؤدي حيوان عملًا ما أو يلاحظ حيوانا آخرًا يؤدي العمل نفسه. ويمكن أن تسهم هذه الخلايا في فهم الفرد الآخرين وذلك من خلال تمكينه من نمذجة سلوكهم عن طريق محاكة تجسد أفعالهم ونواياهم ومشاعرهم. ولقد اختبرت دراسات عديدة هذه الفرضية من خلال كشف عيوب الهيكلة في مناطق الخلايا المرآتية للأشخاص المصابين بالتوحد، تأخر تفعيل حالة التقليد الأساسية عند الأفراد الذين يعانون من متلازمة أسبرجر، ووجود ارتباط بين انخفاض نشاط الخلايا المرآتية وشدة المتلازمة في حالة الأطفال المصابين بالتوحد. ومع ذلك يتميز الأشخاص الذين يعانون من التوحد بنشاط دماغي غير عادي في كثير من الأحيان ناتج عن مرآة الخلايا العصبية. ولا تشرح نظرية الخلايا العصبية المرآتية الأداء العادي لأطفال التوحد في المهام التي تنطوي على تقليد هدف أو كائن.
وتختلف أنماط التنشيط المنخفض أو الشاذ في الدماغ اعتمادًا على ما إذا كان الدماغ يقوم بمهام اجتماعية أو غير اجتماعية. وفي التوحد، يوجد دليل يثبت انخفاض الربط الوظيفي للشبكة الافتراضية، وهي شبكة الدماغ واسعة النطاق التي تشارك في المعالجة الاجتماعية والعاطفية، باتصال سليم لمهام الشبكة الإيجابية، التي تستخدم في الاهتمام المتواصل والتفكير الموجه الهدف. وفي حالة المصابين بالتوحد، لا ترتبط الشبكتان سلبًا في الوقت الناسب، مما يشير إلى خلل في تبديل الوظائف بين الشبكتين، وربما يعكس ذلك اضطراب الفكر المرجعي الذاتي. ووجدت دراسة تصوير الدماغ التي أجريت عام 2008، نمطًا محددًا من الإشارات في القشرة الحزمية، يختلف في حالة الأفراد المصابين بالتوحد.
وتفترض نظرية عدم التواصل الخاصة بالتوحد، أنه يتميز بوجود روابط عصبية عالية المستوى بالتزامن جنبًا إلى جنب مع وجود روابط عصبية منخفضة المستوى. وقد وجدت الأدلة الخاصة بهذه النظرية أنه عند تصوير الأعصاب الوظيفية عند شخص مصاب بالتوحد، ومن خلال الدراسة ذات الفكرة الرائعة أن البالغين المصابين بالتوحد لديهم زيادة اتصال في القشرة المخية وروابط وظيفية ضعيفة بين الفص الجبهي وروابط القشرة الدماغية. وأشارت أدلة أخرى إلى أن قلة التواصل موجودة في قشرة دماغ نصف سكان الكرة الأرضية وإلى أن التوحد هو اضطراب في ترابط القشرة.
ومن خلال الدراسات التي تعتمد على إمكانات ذات صلة بالأمر، فإن التغيرات العابرة في النشاط الكهربائي في الدماغ استجابة للمؤثرات، تعتبر أدلة قوية على الاختلافات الموجودة بالمصابين بالتوحد فيما يتعلق بالانتباه، والتوجه نحو المؤثرات السمعية والبصرية، وكشف الحداثة، ومعالجة اللغة والوجه، وتخزين المعلومات؛ وقد وجدت دراسات عديدة أن هناك تفضيلًا للمؤثرات غير الاجتماعية. على سبيل المثال، قد وجدت دراسات التحفيز المغناطيسي للدماغ دليلًا على أن الأطفال المصابين بالتوحد تتأخر استجاباتهم بسبب تأخر معالجة الدماغ للإشارات السمعية.
وفي مجال الوراثة، وجدت علاقات بين التوحد والفصام، وتقوم هذه العلاقات على أساس ازدواجية الكروموسومات وحذفها. وأظهرت الأبحاث أن مرض الفصام ومرض التوحد هما الأكثر شيوعًا في الاقتران بمتلازمة الحذف 1q21.1. وتعتبر الأبحاث التي درات حول العلاقات بين التوحد والفصام لكرموسوم 15 (15q3.3)، وكروموسوم 16(16p13.1)، وكروموسوم 17(17p2)، غير حاسمة.

### علم النفس العصبي
وقد تم اقتراح فئتين رئيسيتين من النظريات المعرفية لدراسة الروابط بين الأدمغة المصابة بالتوحد والسلوكيات.
وتركز الفئة الأولى على العجز في الإدراك الاجتماعي. وتفترض نظرية سيمون بارون كوهين عن عقل الأنثى التعاطفي وعقل الذكر التنظيمي، أن الأفراد المصابين بالتوحد يمكنهم تحقيق التنظيمية، وهذا يعني أنهم يستطيعون تطوير لوائح الأنظمة الداخلية لمعالجة الأحداث داخل المخ، ولكن ذلك يكون أقل فعالية في حالة التعاطف الناتج عن التعامل مع أحداث فعلها الآخرون. وامتدادًا لذلك، تفترض نظرية تطرف دماغ الذكور، أن التوحد هو حالة متطرفة في دماغ الذكور، ويعرف من خلال القياسات النفسية بأنه حالة يكون فيها التنظيم أفضل من التعاطف. وترتبط هذه النظريات إلى حد ما بنظرية بارون كوهين السابقة عن العقل، والتي تفترض أن السلوك التوحدي ينشأ عن عدم القدرة على وصف الحالات الذهنية للنفس وللآخرين. وتدعم فرضية نظرية العقل عن طريق استجابات الأطفال المصابين غير النمطية لاختبار التفكير في دوافع الآخرين، الذي قامت سالي آن بإجرائه، ومن خلال نظام مرآة الخلايا العصبية للتوحد، التي تم وصفها في الخرائط الفيزيولوجية بشكل جيد ومناسب للفرضية. ومع ذلك، لم تجد معظم الدراسات دليلًا على ضعف قدرة الأفراد المصابين بالتوحد على فهم نوايا الآخرين أو أهدافهم الأساسية؛ وبدلًا من ذلك، تشير البيانات إلى أن الإعاقات توجد في فهم العواطف الاجتماعية الأكثر تعقيدًا أو في النظر إلى آراء الآخرين.
وتركز الفئة الثانية على المعالجة الاجتماعية أو المعالجة العامة: الوظائف التنفيذية مثل عمل الذاكرة، التخطيط، والتثبيط. وصرح كنوورثي في استعراضه بأن«ادعاء اختلال الوظائف التنفيذية باعتباره عاملًا مسببًا لمرض التوحد، هو أمر مثير للجدل»، ولكن«من الواضح أن اختلال الوظائف التنفيذية له دور في العجز الاجتماعي والمعرفي الملحوظ في حالات المصابين بالتوحد.» وتشير الاختبارات الخاصة بالوظائف التنفيذية الأساسية مثل مهام حركة العين، إلى وجود تحسن يبدأ في وقت متأخر من مرحلة الطفولة إلى مرحلة المراهقة، ولكن الأداء لا يصل أبدًا إلى المستويات التقليدية التي يصل إليها البالغين. وتتوقع إحدى نقاط النظرية الهامة إلى وجود سلوك نمطي واهتمامات ضيقة؛ وهناك نقطتا ضعف لهذه النظرية هما أن الوظيفة التنفيذية يصعب قياسها، وأن العجز في الوظيفة التنفيذية لم يتواجد في حالة الأطفال الصغار المصابين بالتوحد.
وتفترض نظرية ضعف التماسك المركزي، وجود قدرة محدودة على رؤية الصورة الكبيرة، ويكمن ذلك وراء الاضطراب المركزي في التوحد. وتتوقع إحدى النقاط القوية في هذه النظرية وجود مواهب خاصة وذروات في أداء المصابين بالتوحد. وتركز نظرية ذات صلة وهي نظرية تعزيز الإدراك الحسي بشكل كبير على تفوق الإدراك الحسي الموجه جزئيًا في حالة الأشخاص المصابين. وتتضح هذه النظريات جيدًا من خلال نظرية ضعف الاستجابة.
ولا توجد فئة مرضية بمفردها: وتعالج نظريات الإدراك المعرفي سلوكيات المصابين بالتوحد الجامدة والمتكررة بشكل سيئ، بينما تواجه النظريات غير الاجتماعية صعوبة في شرح الضعف الاجتماعي وصعوبات في التواصل. وجنبًا إلى جنب، تقوم إحدى النظريات على أساس حالات العجز المتعددة وقد يثبت أنها أكثر فائدة.

## التشخيص
يستند التشخيص إلى السلوك، لا إلى السبب أو الآلية. ويعرف التوحد في الدليل التشخيصي والإحصائي للاضطرابات العقلية بأنه حالة ظهور ستة أعراض على الأقل، من بينهم اثنان من أعراض الضعف النوعي في التفاعل الاجتماعي، وواحد على الأقل من أعراض السلوك المقيد والمتكرر. ويشمل نموذج الأعراض: نقص في التبادل الاجتماعي والعاطفي، استخدام نمطي ومتكرر للغة أو لغة التفاعل، وانشغال مستمر بأجزاء من الكائنات. ويجب أن تكون بداية ذلك قبل سن ثلاث سنوات، وأداء متأخر أو شاذ إما في التفاعل الاجتماعي واللغة المستخدمة في التواصل الاجتماعي، أو في اللعب الرمزي أو التخيلي. ولا يجب أن يمثل الاضطراب متلازمة ريت أو اضطراب الطفولة التحليلى. ويستخدم التنقيح العاشر من التصنيف الدولي للأمراض التعريف نفسه.
وتتوافر العديد من أدوات التشخيص. ويستخدم اثنان منها بشكل شائع في أبحاث مرض التوحد: مقابلة تشخيص التوحد المنقحة، وهي مقابلة شبه منظمة يتم إجراؤها مع الوالدين، ويستخدم جدول مراقبة تشخيص التوحد، المشاهدة والتفاعل مع الطفل. ويستخدم مقياس تقييم توحد الطفولة على نطاق واسع في البيئات السريرية لتقييم شدة التوحد على أساس الملاحظة.
ويقوم طبيب الأطفال عادة بإجراء تحقيق أولي عن طريق تاريخ النمو والفحص الجسدي للطفل. وإذا ما اقتضى الأمر، يتم إجراء التشخيص والتقييمات بمساعدة متخصصي التوحد، والمراقبة والتقييم المعرفي، والتواصل، والأسرة، وعوامل أخرى باستخدام أدوات موحدة، والأخذ بعين الاعتبار أي ظروف طبية مرتبطة بذلك. ويطلب عادة من الطبيب النفسي العصبي للأطفال تقييم السلوك والمهارات المعرفية، وذلك للمساعدة في التشخيص والتوصية بالتدخلات التعليمية. وقد ينظر التشخيص التفريقي للتوحد أيضًا إلى الإعاقة الفكرية، وضعف السمع، وضعف صيغة محددة. مثل متلازمة لانداو كليفنر. ويمكن أن يسبب التوحد صعوبة في تشخيص الاضطرابات النفسية التي توجد معه مثل الاكتئاب.
وغالبًا ما تتم عمليات تقييم الجينات الإكلينيكية، عند تشخيص التوحد، وبخاصة عندما تشير أعراض أخرى بالفعل إلى سبب وراثي. وعلى الرغم من أن التكنولوجيا الوراثية تسمح لعلماء الجينات بربط ما يقدر ب 40% من الحالات بأسباب وراثية، فإن مبادئ الإجماع التوجيهية في الولايات المتحدة والأمم المتحدة تقتصر على اختبار الكروموسوم عالي الاستبانة وكروموسوم X الهش. وقد تم اقتراح نموذج الجين النمطي الأول للتشخيص، والذي من شأنه إجراء تقييم روتيني للتغيرات التي تحدث في عدد نسخ الجينوم. كما يتم تطوير اختبارات جينية جديدة وستظهر قضايا أخلاقية وقانونية واجتماعية عديدة. وقد يسبق التوافر التجاري للاختبارات الفهم الكافي لكيفية استخدام نتائجها، نظرًا لتعقيد جينات التوحد. وتعتبر اختبارات الأيض وتصوير الأعصاب مفيدة في بعض الأحيان ولكنها ليست روتينية.
ويمكن تشخيص التوحد في بعض الأحيان في عمر 14 شهرًا على الرغم من أن التشخيص يصبح مستقرًا على نحو متزايد خلال السنوات الثلاث الأولى: على سبيل المثال، يقل احتمال قيام الطفل البالغ من العمر عامًا أن يصدر عنه ما يطابق معايير تشخيص التوحد، ثم الإستمرار في فعل ذلك بعد عدة سنوات، وذلك مقارنة بالطفل الذي يتم تشخيصه في عمر 3 سنوات. وفي المملكة المتحدة توصي الجمعية الوطنية للطفل التوحدي بضرورة مرور 30 أسبوعًا على ظهور أول الأعراض لتشخيص الطفل وإنهاء التقييم، على الرغم من أن بعض الحالات يتم التعامل معها بسرعة في مجال الممارسة العلمية. ووجدت دراسة أجريت في الولايات المتحدة عام 2009 أن متوسط سن التشخيص الرسمي للتوحد هو 5 - 7 سنوات، وكان ذلك أعلى بكثير من التوصيات، وأن 27% من الأطفال يبقون دون تشخيص حتى بلوغ 8 سنوات. وعلى الرغم من ظهور أعراض التوحد وطيف التوحد باكرًا في الطفولة، فإنها قد تغيب في بعض الأحيان؛ بعد سنوات قد يلتمس البالغون التشخيص لمساعدة أنفسهم أو مساعدة أصدقائهم وعائلاتهم، أو لمساعدة أصحاب العمل على إجراء تعديلات، أو في بعض المواقع للمطالبة ببدلات عجز المعيشة أو منافع أخرى.
ويعتبر إخفاق التشخيص أو المبالغة فيه مشكلة في حالات هامشية. ومن المرجح أن يرجع سبب جزء كبير من الزيادة الأخيرة في عدد حالات التوحد التي تم الإبلاغ عنها إلى التغيرات في الممارسات التشخيصية. وقد أدت خيارات تعاطي المخدرات المتصاعدة الشعبية، وتوسيع فوائدها، إلى وجود حوافز للمساعدة في تشخيص التوحد، مما أدى إلى المبالغة في تشخيص حالات الأطفال الذين يعانون من أعراض غير مؤكدة. وعلى العكس، فإن تكلفة الفحص والتشخيص، والتحدي المتمثل في الحصول على المبلغ المطلوب لإجراء ذلك، يمكن أن تمنع أو تؤخر التشخيص. ولا سيما أنه من الصعب تشخيص التوحد بين المعاقين بصريًا، ويرجع ذلك جزئيًا إلى أن بعض معايير تشخيص التوحد تعتمد على الرؤية، وأيضًا بسبب تداخل أعراض التوحد مع أعراض متلازمات العمى المعروفة.

## التصنيف
يعتبر التوحد أحد اضطرابات النمو الخمسة الأكثر انتشارًا التي تتميز بشذوذ التفاعلات الاجتماعية والتواصل على نطاق واسع والاهتمامات المقيدة بشدة والسلوكيات المتكررة للغاية. وهذه الأعراض لا تشكل مرضًا أو اضطرابًا عاطفيًا.
ومن بين الخمسة اضطرابات، تعتبر متلازمة أسبرجر هي الأقرب إلى التوحد في العلامات والأسباب المحتملة، وتتشارك متلازمة ريت اضطراب الطفولة التحللية عدة علامات مع التوحد، ولكن قد تكون الأسباب غير ذات صلة؛ فاضطرابات النمو - إذا لم ينص على خلاف ذلك - يتم تشخيصها عندما لا يتم استيفاء معايير اضطراب محدد. وعلى عكس التوحد، فالأشخاص الذين يعانون من متلازمة أسبرجر لا يوجد لديهم تأخير جسيم في تطور اللغة. ويمكن أن يكون مصطلح التوحد محيرًا، وفي حالة التوحد، غالبًا ما تسمى متلازمة أسبرجر ومرجع التوحد غير النمطي باضطرابات طيف التوحد أو في بعض الأحيان اضطرابات التوحد، بينما يسمى التوحد نفسه بالاضطراب الطفولي. في هذه المقالة، يشير التوحد إلى اضطراب التوحد الكلاسيكي، وفي ممارسات الطب السريري - على الرغم من ذلك - غالبًا ما يستخدم مصطلح التوحد واضطراب النمو واضطراب طيف التوحد بالتبادل. والتوحد، بدوره، هو مجموعة فرعية من التوحد النمطي الظاهر الأوسع نطاقًا، والذي يصف الأشخاص الذين يعانون من طيف التوحد ولكن لديهم أعراض مماثلة، مثل تجنب التواصل البصري.
وتشمل مظاهر التوحد مجموعة واسعة، بدءًا من الأفراد ذوي العاهات الشديدة - والذين يمكن أن يكونوا بكمًا أو معاقين تنمويًا أو حبساء خفقان اليد وهزاز الجسد - وصولًاً إلى الأفراد ذوي الأداء العالي الذين قد يكون لهم منهج اجتماعي نشط، ولكنه غريب بشكل واضح، ولهم اهتمامات ضيقة الأفق، وتواصل مضجر ومتحذلق. ولأن طيف السلوك متواصل، فإن الحدود بين الفئات التشخيصية هي تعسفية إلى حد ما. وأحيانًا تنقسم المتلازمة إلى توحد عال أو متوسط أو منخفض، استنادًا إلى عتبات مستوى الذكاء أو مدى الدعم الذي يتطلبه الفرد في الحياة اليومية. وهذه التقسيمات ليست موحدة، كما أنها مثيرة للجدل. ويمكن تقسيم التوحد إلى توحد متلازمي وتوحد غير متلازمي. يرتبط التوحد المتلازمي بالإعاقة الذهنية الشديدة أو العميقة أو بمتلازمة خلقية مع أعراض جسدية مثل التصلب الحدبي. على الرغم من أن الأفراد الذين يعانون من متلازمة أسبرجر يقومون بأداء معرفي أفضل ممن يعانون من التوحد، فإن مدى التداخل بين متلازمة أسبرجر والإتش إف أي والتوحد غير المتلازمي، غير واضح.
وقد أفادت بعض الدراسات أن سبب تشخيص مرض التوحد لدى الأطفال يرجع إلى فقدان المهارات اللغوية أو الاجتماعية، في مقابل الفشل في إحراز تقدم، ويحدد ذلك عادة من عمر 15 إلى 30 شهرًا. ولا تزال صحة هذا التمييز موضع جدل. فمن الممكن أن يكون هناك توحدٌ تراجعي وهو نوع فرعي محدد، أو أن تكون هناك سلسلة سلوكيات متصلة في حالة التوحد التراجعي أو غير التراجعي.
وقد أعاقت عدم القدرة على تحديد مجموعات فرعية ذات مغزى بيولوجي بين الذين يعانون من التوحد، والحدود التقليدية بين تخصصات الطب النفسي وعلم النفس وعلم الأعصاب وطب الأطفال، البحث في أسباب التوحد. ويمكن أن تساعد التقنيات الحديثة مثل الرنين المغناطيسي الوظيفي ونشر موتورة التصوير في تحديد الظواهر ذات الصلة من الناحية البيولوجية (الصفات الملحوظة) والتي يمكن عرضها من خلال مسح الدماغ، للمساعدة في مزيد من الدراسات الوراثية العصبية للتوحد؛ ومثال على ذلك، ما يصاب به المرضى من ضعف في إدراك الناس مقابل إدراك الكائنات. وقد اقترح تصنيف التوحد باستخدام علم الوراثة وكذلك علم السلوك.

## الفحص
ويلاحظ ما يقرب من نصف آباء الأطفال المصابين بالتوحد سلوكيات غير عادية تصدر عن أطفالهم من عمر 18 شهرًا، ويلاحظ ثمانون بالمائة منهم هذه السلوكيات عن عمر 24 شهرًا. ووفقًا لمقالة في مجلة التوحد واضطرابات النمو، فإن وجود أي من العلامات التالية، هو مؤشر مطلق على المضي قدمًا نحو مزيد من التقييمات. وقد يؤدي التأخر في الإحالة للاختبار، والتأخر في التشخيص المبكر للمرض وعلاجه إلى نتائج طويلة الأمد.
- انعدام الثرثرة ببلوغ 12 شهرًا.
- عدم وجود أي إشارات (الإشارة أو التلويح) ببلوغ 12 شهرًا.
- عدم نطق أي كلمة بعد بلوغ 16 شهرًا.
- عدم نطق عبارات مكونة من كلمتين (عفويًا وليس تقليدًا للآخرين) ببلوغ 24 شهرًا.
- حدوث أي فقدان في اللغة أو المهارات الاجتماعية في أي عمر.

وتهدف تطبيقات الولايات المتحدة واليابان إلى فحص جميع الأطفال في عمر 18 و24 شهراً، باستخدام فحوصات رسمية محددة للتوحد. في المقابل، يتم فحص الأطفال في المملكة المتحدة، الذين تكتشف عائلاتهم أو أطباؤهم علامات محتملة بمرض التوحد. ومن غير المعروف أي المنهجين أكثر فعالية. وتشمل أدوات الفحص قائمة مراجعة التوحد في الأطفال الصغار، واستبيان الفحص المبكر لعلامات التوحد، وجرد السنة الأولى، وتشير البيانات الأولية وسابقتها إلى أن الأطفال الذين يتراوح عمرهم بين 18 إلى 30 شهرًا من الأفضل لهم إجراء عملية إعداد إكلينيكية ذات حساسية منخفضة (العديد من السلبيات الكاذبة) ولكنها ذات خصوصية جيدة (إيجابيات كاذبة قليلة). وقد يكون الأمر أكثر دقة إذا سبق هذه الاختبارات فحصٌ ذو نطاق عريض يميز طيف التوحد عن اضطرابات النمو الأخرى. وقد تكون أدوات الفحص مصممة تبعًا لثقافة واحدة للكشف عن بعض السلوكيات مثل التواصل البصري، وقد تكون غير مناسبة لثقافة أخرى. وعلى الرغم من أن الفحص الجيني لمرض التوحد بشكل عام لا يزال غير عملي، فإنه يمكن الأخذ به في بعض الحالات مثل حالة الأطفال الذين يعانون من أعراض عصبية ومظاهر تشوه.

## الوقاية
بينما تسبب الإصابة بالحصبة الألمانية أثناء الحمل أقل من 1% من حالات التوحد، فإن التطعيم ضد الحصبة الألمانية يمكن أن يمنع الكثير من تلك الحالات.

## الكشف عن الذكاء عند أطفال التوحد
يعد تقييم الذكاء لدى الأطفال المصابين باضطراب طيف التوحد شيئاً ضرورياً من أجل تسليط الضوء على إمكانياتهم وبناء الخطط التعليمية والحياتية المناسبة لهم، وقد أوصى بعض الباحثين باستخدام مقاييس ذكاء غير لفظي، وعلى وجه التحديد مقياس لايتر-3 مع الأطفال المصابين باضطراب طيف التوحد، حيث تشير الأدلة الحالية إلى أن الأطفال المصابين بالتوحد قد يكون أداؤهم في مقياس لايتر-3 أفضل من أداء بطاريات الذكاء التقليدية.
مقياس لايتر-3 الأدائي العالمي هو اختبار يتم تطبيقه بشكل فردي، وهو مصمم لتقييم الوظائف المعرفية لدى الأطفال والمراهقين والبالغين – من سن 3 سنوات إلى 75 عاماً فما فوق. ويتضمن الاختبار مقاييس الذكاء غير اللفظي في التفكير المرن والتصور، بالإضافة إلى تقييم الذاكرة غير اللفظية والانتباه والتداخل المعرفي. وتعتبر النسخة الثالثة من مقياس اللايتر من أحدث وأهم مقاييس الذكاء في جميع أنحاء العالم.
يستخدم لايتر-3 مع مجموعة من فئات الأطفال والراشدين:
- الأفراد الذين لديهم ضعف أو إعاقات سمعية.
- الأفراد الذين لديهم اضطراب نقص الانتباه والنشاط الزائد.
- الأفراد الذين لديهم خلل حركي.
- الأفراد الذين لديهم إصابات دماغية صادمة.
- الأفراد الذين لديهم اضطرابات دماغية بما في ذلك الخرف، الزهايمر، وبرنكسنون.
- الأفراد الذين لديهم اضطرابات تواصل.
- الأفراد الذين لديهم اضطرابات طيف التوحد.
- الأفراد الذين لديهم تأخر في النمو المعرفي.
- الناطقين بلغة غير الإنجليزية.
- الأفراد الذين لديهم إعاقات تعليمية.

## التحكم
إن الأهداف الرئيسية عند علاج الأطفال المصابين بالتوحد هي تقليل حالات العجز المرتبطة به وتقليل ضيق الأسرة وزيادة جودة الحياة والاستقلال الوظيفي. ولا يوجد علاج يعتبر الأفضل، ويتم تفصيل العلاج عادة تبعًا لاحتياجات الطفل. وتعتبر الأسر والنظم التعليمية هي الموارد الرئيسية في عملية العلاج. وواجهت دراسات التدخل مشكلات منهجية حالت دون استنتاجات نهائية حول الفعالية. على الرغم من أن للعديد من التدخلات النفسية والاجتماعية أدلة إيجابية - وهو ما يشير إلى أن بعض أشكال العلاج أفضل من عدمها - فإن الجودة المنهجية لهذه الدراسات كانت سيئة بشكل عام، وكانت نتائجها الطبية في معظمها نتائج مؤقتة. وهناك القليل من الأدلة التي تبرهن على سوء فعالية خيارات العلاج.

### التعليم
ويمكن أن تساعد برامج التعليم المستمرة والعلاج السلوكي في مرحلة مبكرة الأطفال على اكتساب الرعاية الذاتية والاجتماعية ومهارات العمل، وغالبًا ما تحسن الأداء وتقلل شدة الأعراض وسلوكيات عدم القدرة على التأقلم. وتعتبر الإدعاءات بأن التدخل يجب أن يبدأ في سن ثلاث سنوات غير موثقة وغير حاسمة. وتشمل المناهج المتاحة تحليل السلوك التصنيفي والنماذج التنموية والتدريس المنظم ومعالجة الكلام واللغة ومعالجة المهارات الاجتماعية والعلاج المهني. وهناك بعض الأدلة التي تثبت أن التدخل السلوكي المبكر من 20 إلى 40 ساعة إسبوعيا لسنوات عدة هو العلاج السلوكي الفعال لبعض الأطفال المصابين بطيف التوحد.
ويمكن أن تكون التدخلات التّعليمية فعالة بدرجة متفاوتة في معظم حالات الأطفال، ولقد أثبت العلاج عن طريق تحليل السلوك التصنيفي فعاليته في تعزيز أداء الأطفال العالمي قبل سن المدرسة، كما أن له دوراً راسخاً في تحسين الأداء الفكري للأطفال الصغار. وتعتبر التقارير النفسية العصبية للمعلمين ضعيفة في أغلب الأحيان، مما أدى إلى وجود فجوة بين ما توصي به التقارير وما يوفره التعليم. ومن غير المعروف ما إذا كانت برامج علاج الأطفال تؤدي إلى تحسينات كبيرة بعد أن يكبر الطفل أم لا، ويظهر البحث المحدود الفعالية نتائج متباينة في برامج الكبار السكنية. وتعتبر ملائمة وجود الأطفال الذين لديهم اضطرابات طيف التوحد متفاوتة الشدة، في برنامج التعليم العام للإسكان، موضوع النقاش الدائر حاليًا بين المعلمين والباحثين.

### أدوية
وتستخدم العديد من الأدوية لعلاج أعراض طيف التوحد التي تتداخل مع دمج الأطفال في المنزل أو في المدرسة عندما يفشل العلاج السلوكي. ويوصف لأكثر من نصف الأطفال الأميركيين الذين شُخِّصُوا بطيف التوحد، العقاقير ذات التأثير العقلي، أو مضادات الاختلاج. وأنواع المخدرات الأكثر شيوعًا التي تكون مضادات الاكتئاب والمنشطات ومضادات الذهان. وبصرف النظر عن مضادات الذهان، فكل من أريبيرازول وريسبيريدون لهما فعالية في علاج تهيج الأطفال الذين يعانون من اضطرابات التوحد. وهناك بحوث موثوقة عن فعالية أو سلامة علاج المراهقين والبالغين المصابين بطيف التوحد باستخدام العقاقير. وقد يستجيب الشخص المصاب بالتوحد بطريقة غير معتادة للعقاقير، ويمكن أن تكون للعقاقير آثار سلبية، ولا يخفف أي عقار معروف من أعراض التوحد الأساسية مثل ضعف التفاعل الاجتماعي ومهارات التواصل. وقد عكست أو خفضت التجارب على الفئران بعض الأعراض المرتبطة بمرض التوحد عن طريق استبدال أو تحوير وظيفة الجين، مما يشير إلى إمكانية استهداف العلاجات في طفرات نادرة محددة من المعروف عنها أنها تسبب مرض التوحد.

### الطب البديل
وبالرغم من إتاحة العديد من العلاجات والتدخلات البديلة، فإن الدراسات العلمية تدعم القليل منها. ولأساليب العلاج القليل من الدعم التجريبي في جودة أنماط الحيا، والعديد من البرامج التي تركز على تدابير النجاح التي تفتقر إلى صحة التنبؤ وملائمة العالم الحقيقي. ويبدو أن الأدلة العلمية تحظى باهتمام أقل عند مقدمي الخدمات عن تسويق البرنامج وتوفر التدريب وطلبات الآباء. وقد تضع بعض العلاجات البديلة الطفل المصاب في خطر. وكشفت دراسة أجريت عام 2008 أنه بمقارنة الأطفال المصابين مع أقرانهم غير المصابين، يتضح أن عظام المصابين تكون أنحف إذا كانت الوجبات الغذائية خالية من بروتين الكازين (الجبن)؛ وفي عام 2005، قتل علاج الاستخلاب الفاشل طفلًا عمره 5 سنوات مصابًا بالتوحد. وكان هناك في وقت مبكر بحث يهتم بعلاجات الضغط العالي للأطفال المصابين بالتوحد.
على الرغم من استخدامه الشائع كعلاج بديل للأشخاص الذين يعانون من مرض التوحد، إلا أنه حتى عام 2018، لم يوجد دليل جيد على التوصية بتطبيق نظام غذائي خالٍ من الغلوتين والكازين كعلاج قياسي. وخلصت مراجعة 2018 إلى أنه قد يكون خيارًا علاجيًا لمجموعات محددة من الأطفال المصابين بالتوحد، مثل أولئك الذين يعانون من عدم تحمل الطعام أو الحساسية، أو مع علامات عدم تحمل الطعام. قام الباحثون بتحليل التجارب المرتقبة التي أجريت حتى الآن والتي درست فعالية النظام الغذائي الخالي من الغلوتين والكازين في الأطفال المصابين بالتوحد (4 في المجموع). جميعهم قارنوا بين نظام غذائي خالٍ من الغلوتين والكازين مقابل نظام غذائي طبيعي مع مجموعة مراقبة (تجربتان مزدوجتان مضبوطتان بشكل عشوائي، تجربة واحدة كروس أعمى مزدوجة، تجربة عمياء واحدة). في اثنين من الدراسات، التي كانت مدتها 12 و24 شهرا، تم تحديد تحسن كبير في أعراض التوحد (معدل فعالية 50 ٪). في الدراستين الأخريين، التي كانت مدتها 3 أشهر، لم يلاحظ أي تأثير كبير. وخلص الباحثون إلى أن مدة أطول من النظام الغذائي قد تكون ضرورية لتحقيق تحسين أعراض مرض التوحد. من بين المشكلات الأخرى الموثقة في التجارب التي تم إجراؤها، تجاوزات النظام الغذائي وصغر حجم العينة وعدم تجانس المشاركين وإمكانية حدوث تأثير وهمي. وظهرت في المجموعة الفرعية من الأشخاص الذين يعانون من حساسية الغلوتين أدلة محدودة تشير إلى أن اتباع نظام غذائي خالٍ من الغلوتين قد يحسن بعض سلوكيات التوحد.
ويعتبر العلاج باهظ الثمن: فالتكاليف غير المباشرة أكثر مما يبدو. قدرت دراسة أمريكية متوسط تكلفة العلاج مدى الحياة لشخص ولد عام 2000، بنحو 4,5 مليون دولار أمريكي. وذلك برعاية طبية تبلغ 10%، وتعليم إضافي ورعاية أخرى يبلغان 30%، وإنتاجية اقتصادية مفقودة تبلغ 60%. وغالبًا ما تكون البرامج المدعومة علنًا غير كافية أو غير ملائمة لطفل معين، وتشير النفقات العلاجية أو الطبية إلى احتمال حدوث مشكلات مالية لأسرة المريض. وجدت دراسة 2008 أمريكية أن متوسط الخسارة التي تتعرض لها أسر الأطفال المصابين من إجمالي دخلهم السنوي تقدر بنحو 14%، ووجدت دراسة أخرى ذات صلة أن طيف التوحد يرتبط باحتمالية حدوث مشكلات خاصة برعاية الطفل تؤثر بشكل كبير على عمل الوالدين. وتشير الولايات المتحدة إلى زيادة طلبات التأمين الصحي الخاصة، لتغطية خدمات التوحد، وتحويل تكاليف البرامج التعليمية الممولة من القطاع العام إلى التأمين الصحي الممول من القطاع الخاص. وبعد مرحلة الطفولة، تشمل قضايا العلاج الرئيسية الرعاية السكنية والتدريب المهني والتوظيف والحياة الجنسية والمهارات الاجتماعية والتخطيط العقاري.

## التنبؤ
لا يوجد علاج معروف للتوحد. ويتعافى الأطفال من حين إلى آخر، يحدث هذا أحيانًا بعد علاج مكثف وأحيانًا لا يمكن التنبؤ به. ومن غير المعروف كيف يحدث الشفاء في أغلب الأحيان. وقد تراوحت معدلات الشفاء لدى عينات مختارة من أطفال التوحد بين 3% إلى 25%. ويمكن أن يكتسب معظم الأطفال المصابين بالتوحد اللغة عند سن 5 سنوات أو أقل، وإن كانت مهارات التواصل تتطور لدى البعض في سنوات لاحقة. ويفتقر معظم الأطفال المصابين إلى الدعم الاجتماعي والعلاقات الهادفة، وفرص العمل في المستقبل أو القدرة على تقرير المصير. وعلى الرغم من أن الصعوبات الأساسية قد تستمر، فإن الأعراض غالبًا ما تصبح أقل حدة مع التقدم في العمر.
وتتناول بعض الدراسات ذات الجودة العالية التكهنات بعيدة المدى. ويظهر بعض البالغين تحسنًا طفيفًا في مهارات التواصل، ولكنهم يظهرون قليلًا من التراجع، ولم تركز أي دراسة على التوحد بعد منتصف العمر. والعوامل المتمثلة في اكتساب اللغة قبل سن السادسة وكون معدل ذكاء المريض أعلى من 50 بالمائة واكتساب المريض مهارة تسويقية، يكون للمرضى الذين لديهم هذه العوامل نتائج أفضل. ويعتبر العيش بشكل مستقل أمرًا غير محتمل في حالة المصابين بالتوحد الشديد. ووجدت دراسة بريطانية أجريت عام 2004 على 68 بالغ تم تشخيصهم قبل عام 1980 على أنهم أطفال مصابون بالتوحيد وكان معدل ذكائهم فوق 50%، أن 21% منهم حقق مستوى عال من الاستقلالية عندما أصبحوا بالغين، وأن 10% منهم كونوا صدقات وانضموا إلى مجال العمل ولكنهم احتاجوا إلى بعض الدعم، وأن 19% منهم حصلوا على نوع من الاستقلالية ولكنهم عاشوا في البيت واحتاجوا إلى دعم وإشراف كبير على حياتهم اليومية، وأن 46% منهم احتاجوا توفير وحدات سكنية خاصة بدءا من المرافق المخصصة للتوحد، مع وجود مستوى دعم عال وحكم ذاتي محدود جدًا، واحتاج 12% منهم رعاية صحية عالية المستوى في المستشفيات. ووجدت دراسة إكلينيكية لعام 2005 أجريت على 78 حالة من البالغين، والتي لم تستبعد ذوي معدل الذكاء المنخفض، تكهنات أسوأ، منها أن 4% فقط سيتمكنون من تحقيق الاستقلالية والاعتماد على النفس. ووجدت دراسة كندية لعام 2008 أجريت لحوالي 48 من الشباب البالغين والذين الذين شُخِّصُوا كمصابين بالتوحد في مرحلة ما قبل المدرسة، أن النتائج تراوحت بين السيئة (46%) والمتوسطة (32%) والجيدة (17%) والجيدة جدًا (4%). وتم توظيف 56% من هؤلاء الشباب في مرحلة ما خلال حياتهم، واشتغل معظمهم في العمل التطوعي أو المحمي أو الجزئي. وجعلت التغيرات في ممارسة التشخيص وزيادة توافر التدخل المبكر الفعال، جعلت الأمر غير واضحًا ما إذا كان يمكن تعميم هذه النتائج لتشخيص الأطفال في الآونة الأخيرة أم لا.

## علم الأوبئة
تميل معظم الأبحاث التي أجريت مؤخرًا إلى تقدير معدل انتشار التوحد ب 1-2 من كل 1000، وما يقرب من 6 من كل 1000 بطيف التوحد، و11 من كل 1000 طفل في الولايات المتحدة بالتوحد الطفولي وذلك عام 2008؛ وبسبب البيانات غير الكافية، قد تكون هذه الأرقام أقل من معدل الانتشار الفعلي. ويقدر انتشار اضطرابات النمو بنحو 3.7 من كل 1000، وانتشار متلازمة أسبرجر بنحو 6 لكل 1000، واضطراب الطفولة التفككي بنحو 2 لكل 1000 شخص. وزاد عدد حالات الإصابة بالتوحد بشكل كبير في التسعينيات وأوائل الألفية الثالثة. وتعزي هذه الزيادة إلى حد كبير إلى التغيرات في الممارسة التشخيصية وأنماط الإحالة وتوافر الخدمات والعمر عند التشخيص والتوعية العامة. وعلى الرغم من أن خطر العوامل البيئية مجهول، فلا يمكن استبعاده. ولا يستبعد الدليل الموجود احتمالية زيادة الانتشار الفعلي للتوحد. وتقترح الزيادة الفعلية توجيه المزيد من الاهتمام بالتمويل نحو مكافحة العوامل البيئية بدلًا من الاستمرار في التركيز على الوراثة.
ويعتبر الصبيان أكثر عرضة للإصابة بالتوحد عن الفتيات. ومتوسط نسبة الإصابة ما بين الجنسين هي 3:1 إلى 4:1. وقد يكون قريبًا من 2:1 في حالات الإعاقة الذهنية وأكثر من 5.5:1. وقد تم التحقق من نظريات عديدة يدور موضوعها حول الانتشار العالي للتوحد في الذكور، ولكن سبب الاختلاف غير مؤكد. وعلى الرغم من أن الأدلة لا يوجد فيها أي عامل خطير يرتبط بالحمل مما يعتبر سبباً لاكتساب المرض، إلا أنه قد وُجد أنه مع تقدم عمر الوالدين الذين تعرضوا للسكري أو النزيف أو استخدام الأدوية النفسية أثناء الحمل، يزداد خطر ولادة طفل يعاني من التوحد وخاصة إذا كان الآباء أكبر سنًا من الأمهات. وهناك تفسيران محتملان أولهما هو الزيادة المعروفة في طفرات الحيوانات المنوية لدى الرجال الأكبر سنًا، أما ثانيهما فهو فرضية أن الرجال الذين يتزوجون في سن متأخر وتكون لديهم مشكلات وراثية يظهر في أبنائهم بعض علامات التوحد. ويعتقد معظم المهنيين أن العرق أو الإثنية أو الخلفية الاجتماعية - الاقتصادية لا يؤثر أي منها في الإصابة بمرض التوحد. وهناك عدة ظروف شائعة في حالة الأطفال المصابين.
وهناك عدة شروط شائعة لتشخيص الأطفال بالتوحد. وتشمل التالي:
- الاضطرابات الوراثية: لنحو 10-15% من حالات التوحد حالة مندلية معروفة (أحادية الجين) أو شذوذ الكروموسومات أو متلازمة وراثية أخرى،[177] ويرتبط التوحد باضطرابات وراثية عديدة.[178]
- الإعاقة الذهنية: تم الإبلاغ عن نسبة الأفراد الذين يعانون من التوحد وتوجد لديهم أيضاً معايير الإعاقة الذهنية والتي تراوحت ما بين 25% إلى 70%، وهناك تباين واضح يدل على صعوبة تقييم الاستخبارات الخاصة بالتوحد.[179] وفي المقابل، فإن ارتباط اضطرابات النمو بالإعاقة الذهنية هو أضعف من ذلك بكثير،[180] وبحكم تعريفها، تستبعد متلازمة أسبرجر الإعاقة الذهنية.[181]
- اضطرابات القلق: تكون شائعة بين الأطفال المصابين بطيف التوحد. لا توجد بيانات مؤكدة، ولكن أفادت دراسات معدلات انتشار المرض وجود اضطرابات القلق بنسبة تتراوح ما بين 11% إلى 84%. ولاضطرابات القلق أعراض عديدة يمكن شرحها بشكل أفضل من خلال التوحد نفسه، أو يصعب تمييز هذه الأعراض عن تلك المصاحبة للتوحد.[182]
- الصرع: توجد اختلافات حول خطر الإصابة بالصرع بحسب عمر الفرد، والمستوى المعرفي، ونوع اضطراب اللغة.[183]
- عيوب التمثيل الغذائي المتعددة: مثل بيلة الفينيل كيتون، وترتبط هذه العيوب بأعراض مرض التوحد.[90]
- استبقاء التشخيص: على الرغم من أن شروط الدليل الإحصائي والتشخيصي الرابع تستبعد التشخيص المتزامن للعديد من حالات أخرى جنبًا إلى جنب مع مرض التوحد، والمعايير الكاملة لاضطراب عجز الانتباه والنشاط الزائد، ومتلازمة ريت، فغالبًا ما توجد حالات غير هذه ويتم تشخيص المرض على نحو متزايد.[184]
- مشكلات النوم: التي تؤثر على ثلثي الأفراد المصابين بطيف التوحد في مرحلة ما من الطفولة. وتشمل هذه المشكلات أعراض الأرق الأكثر شيوعًا مثل صعوبة النوم والاستيقاظ الليلي المتكرر والاستيقاظ في الصباح. وترتبط مشكلات النوم بالسلوكيات الصعبة والضغوط العائلية، وغالبًا ما يكون التركيز على الانتباه الإكلينكي أكثر من التشخيص الأولي للتوحد.[185]

## التاريخ
لمزيد من المعلومات: تاريخ متلازمة أسبرجر
وصفت أمثلة قليلة أعراض التوحد وعلاجه قبل تسميته بفترة طويلة. وضم كتاب مارتن لوثر كينج" The Table Talk" - الذي ضم عدة مقالات جمعها ماثيسبوس المكلف بتسجيل مذكرات كينج - قصة صبي عمره 12 عامًا كان يعاني من التوحد. وظن لوثر أن الصبي كتلة لحم بلا روح امتلكها الشيطان. وذكر أن الصبي يمكن أن يصاب بالإختناق، وألقى أحد النقاد بظلال من الشك على صحة هذا المقال. وتعتبر قضية هوف بلير من قرية بورج، أقدم حالة موثقة جيدًا عن مرض التوحد، على النحو المبين في قضية محكمة 1747 والتي التمس فيها شقيق بلير إلغاء زواجه للحصول على ميراثه. وأظهر صبي أفيرون المتوحش، وهو طفل قبض عليه في عام 1798، العديد من علامات التوحد، وعالجه طالب الطب جان إيتارد ببرنامج سلوكي صممه لمساعدة أفيرون على تكوين روابط اجتماعية ولحثه على الكلام عبر التقليد.
وصاغ الطبيب النفسي السويسري يوجين بلولير في عام 1910 الكلمة اللاتينية الجديدة autismus (وتترجم في الإنجليزية autism) أثناء تعريفه لأعراض مرض الفصام. واشتقت الكلمة من autós اليونانية (وتعني النفس)، واستخدمها يوجين لتعطي معنى مرض الإعجاب بالنفس، مشيرًا إلى انسحاب مريض التوحد إلى وهمه وخياله، وتبنيه موقفًا مضادًا لأي تأثير خارجي، حتى يصبح الاضطراب أمرًا لا يطاق.
واكتسبت الكلمة معناها الجديد في عام 1938عندما تبنى هانز أسبرجر بمستشفى جامعة فيينا، مصطلح بلولير عن المرضى النفسيين المصابين بالتوحد في محاضرة له بالألمانية حول علم نفس الأطفال. وكان أسبرجر يحقق في اضطراب طيف التوحد الذي يعرف الآن باسم متلازمة أسبرجر، على الرغم من أنه كان يعرف على نطاق واسع بأنه تشخيص منفصل لوجود أسباب مختلفة حتى عام 1981. واستخدم ليو كانر من مستشفى جرنر هوبكنز لأول مرة التوحد بمعناه الحديث في اللغة الإنجليزية، عندما عرض تسمية التوحد الطفولي في تقرير 1943 عن 11 طفلًا تشابهت سلوكياتهم الإضرابية. وتقريبًا لا تزال كل الخصائص التي تم وصفها في مجلة كانر الأولى حول هذا الموضوع، ولا سيما «عزلة التوحد» و«الإصرار على النمطية»، تعتبر نموذجًا لاضطرابات طيف التوحد. وغير معروف ما إذا كان كانر قد اشتق المصطلح بشكل مستقل عن أسبرجر أم لا.

### التطور السريري والتشخيصات
وأدت إعادة استخدام كانر للتوحد إلى عقود من المصطلحات المختلطة مثل الفصام الطفولي، وأدى تركيز الطب النفسي للأطفال إلى إساءة فهم التوحد واستجابة الرضع إلى «الأم الثلاجة»؛ أي المتجمدة عاطفيًا. وابتداءً من أواخر الستينيات نشأ التوحد كمتلازمة منفصلة وذلك من خلال إظهار أن التوحد يستمر مدى الحياة، وأنه يتميز عن الإعاقة الذهنية وعن الفصام وعن اضطرابات النمو الأخرى، وإظهار فوائد إشراك الآباء في برامج العلاج النشطة. وفي أواخر منتصف السبعينيات من القرن العشرين، كان هناك دليل على دور الجينات في التوحد؛ والآن يعتقد أن يكون التوحد أحد أكثر الحالات النفسية الموروثة. وعلى الرغم من زيادة عدد المنظمات الرئيسية ووصف التوحد الطفولي قد أثروا بشكل عميق على كيفية نظرنا إلى التوحد (طيف التوحد)، استمر الآباء في الشعور بالوصمة الاجتماعية في مواقف ينظر فيها الآخرين بسلبية إلى سلوكيات الأطفال المصابين بالتوحد، ومازال الكثيرون من أطباء الرعاية الأولية والأطباء المتخصصين يذكرون بعض المعتقدات المتسقة مع أبحاث التوحد القديمة والتي عفا عليها الزمن.
كان دونالد تريبلت أول شخص يتم تشخيصه بالتوحد. تم تشخيصه من قِبل كانر بعد فحصه للمرة الأولى عام 1938، وتم تصنيفه على أنه «الحالة 1». وقد اشتهر تريبل بقدراته المذهلة، خاصةً كونه قادرًا على تسمية النوتات الموسيقية التي عزفت على البيانو وعلى عد الأرقام عقلياً. وصفه والده، أوليفر، بأنه تم سحبه اجتماعيًا ولكنه مهتم بنماذج الأرقام والمذكرات الموسيقية ورسائل الأبجدية وصور الرئيس الأمريكي. في سن الثانية، كان لديه القدرة على تلاوة المزمور الثالث والعشرين وحفظ 25 سؤالًا وجوابًا من التعليم المسيحي المشيخي. كان مهتمًا أيضًا بإنشاء الحبال الموسيقية.
أدى إعادة استخدام كانير للتوحد إلى عقود من المصطلحات المشوشة مثل فصام الأطفال، وتركيز الطب النفسي للأطفال على أنه نتيجة الحرمان من الأم وهو ما أدى إلى سوء فهم التوحد كرد فعل للرضع على «الأمهات الثلاجات». ولذا لم يتم الاعتراف بمرض التوحد كمتلازمة منفصلة إلا بدءا من أواخر ستينيات القرن العشرين.

### المصطلحات والتمييز عن مرض فصام الشخصية
كان هناك القليل من الأدلة على وجود دور وراثي في مرض التوحد حتى منتصف سبعينيات القرن الماضي. بينما في عام 2007 كان يعتقد أن تكون واحدة من أكثر الحالات النفسية الوراثية. على الرغم من أن ظهور منظمات الوالدين ونزع علامات التسمم في الطفولة قد أثرت على الطريقة التي ينظر بها إلى التوحد، لا يزال الآباء يشعرون بالوصمة الاجتماعية في المواقف التي يُنظر فيها إلى سلوك التوحد لدى أطفالهم بشكل سلبي، ويعبر العديد من أطباء الرعاية الصحية الأولية والأخصائيين الطبيين عن بعض المعتقدات القديمة والتي تتسق مع أبحاث التوحد القديمة التي عفا عليها الزمن.
ساعد الإنترنت الأفراد المصابين بالتوحد على تجاوز الإشارات غير اللفظية والمشاركة العاطفية التي يجدون صعوبة في التعامل معها، ومنحتهم وسيلة لتشكيل مجتمعات على الإنترنت والعمل عن بعد.
وتطورت الجوانب الاجتماعية والثقافية للتوحد: حيث يسعى البعض في المجتمع إلى علاج، بينما يعتقد البعض الآخر أن التوحد هو ببساطة طريقة أخرى للوجود.

## المجتمع والثقافة
ظهرت ثقافة التوحد، مصحوبةً بحركات الدفاع عن حقوق مرضى التوحد والحركات العصبية. تشمل الفعاليات: اليوم العالمي للتوحد وأحد التوحد ويوم فخر التوحد وغيرها.
تشمل المنظمات المكرسة لتعزيز الوعي بالتوحد: اللجنة الوطنية للتوحد وجمعية التوحد الأمريكية. ويدرس علماء العلوم الاجتماعية المصابين بالتوحد على أمل معرفة المزيد عن "التوحد كثقافة، والمقارنات بين الثقافات... والأبحاث حول الحركات الاجتماعية. وفي حين أن معظم الأفراد المصابين بالتوحد لا يتمتعون بمهارات قوية، فإن الكثير منهم نجحوا في مجالاتهم.

### حركة حقوق التوحد
إن حركة حقوق مرض التوحد هي حركة اجتماعية ضمن سياق حقوق الإعاقة التي تؤكد على مفهوم حركة التنوع العصبي، حيث تنظر إلى طيف التوحد كنتيجة للتغيرات الطبيعية في دماغ الإنسان بدلاً من اضطراب يجب علاجه. تدعو حركة حقوق التوحد إلى تضمين قبول أكبر لسلوكيات التوحد، العلاجات التي تركز على مهارات التأقلم بدلاً من تقليد سلوكيات أولئك الالتوحدانون من مرض التوحد. والاعتراف بجماعة التوحد كمجموعة أقلية. يعتقد دعاة حقوق التوحد أو تنوع الأعصاب أن طيف التوحد جيني ويجب أن يتم قبوله كتعبير طبيعي عن الجينوم البشري. يختلف هذا المنظور عن منظورين متميزين آخرين: المنظور الطبي، أن مرض التوحد ناجم عن عيب جيني ويجب معالجته من خلال استهداف جين (جينات) التوحد، ونظريات هامشية بأن التوحد ناجم عن عوامل بيئية مثل اللقاحات. هناك انتقاد شائع ضد نشطاء التوحد هو أن الغالبية منهم «عاليو الأداء» أو لديهم متلازمة أسبرجر ولا يمثلون آراء المصابين بالتوحد «منخفضي الأداء».

### توظيف
إن ما يقرب من نصف المصابين بالتوحد عاطلون عن العمل، وثلث الحاصلين على شهادات عليا قد يكونون أيضًا عاطلين عن العمل. أما المصابون بالتوحد الذين يجدون عملاً، يعمل معظمهم في أماكن بأجور تقل عن الحد الأدنى الوطني. بينما يشير أصحاب العمل إلى الشواغل المتعلقة بالإنتاجية والإشراف فإن أرباب العمل ذوي الخبرة من المصابين بالتوحد يقدمون تقارير إيجابية عن الذاكرة العليا والتوجيه التفصيلي وكذلك عناية عالية بالقواعد والإجراءات لدى الموظفين المصابين بالتوحيد. وغالبية عبء التوحد الاقتصادي ناتج عن انخفاض الأرباح في سوق العمل. وجدت بعض الدراسات أيضا انخفاض الكسب بين الآباء الذين يرعون الأطفال المصابين بالتوحد.

## المهارات الاجتماعية
راجع: مهارات التواصل الاجتماعية
- لا يستجيب لمناداة إسمه[216] ولا يكثر من الإتصال البصري المباشر.
- غالبا ما يبدو أنه لا يسمع محدثه.
- ينكمش على نفسه.
- يبدو انه لا يدرك مشاعر وأحاسيس الاخرين.
- يبدو أنه يحب ان يلعب وحده، يتقوقع في عالمه الشخصي الخاص به.

## المهارات اللغوية
- يبدأ الكلام (نطق الكلمات) في سن متأخر، مقارنة بالأطفال الاخرين.
- يفقد القدرة على قول كلمات أو جمل معينة كان يعرفها في السابق.
- يقيم اتصالاً.بصريا حينما يريد شيئاً ما.
- يتحدث بصوت غريب، أو بنبرات وايقاعات مختلفة،
- يتكلم باستعمال صوت غنائي وتيري أو بصوت يشبه صوت الإنسان الألي (الروبوت)،
- لا يستطيع المبادرة إلى محادثة أو الإستمرار في محادثة قائمة، وقد يكرر كلمات أو عبارات أو مصطلحات، لكنه لا يعرف كيفية استعمالها.

## السلوك

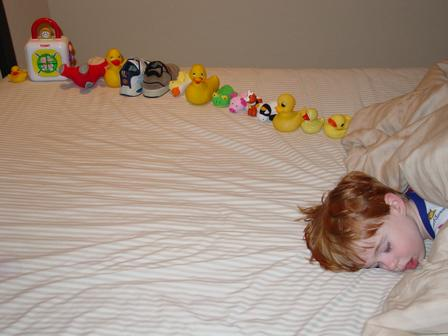
طفل مصاب بالتوحد رتب ألعابه في صف متواصل

يتميز مريض التوحد بأنه ينفذ حركات متكررة، مثل: الهزاز أو الدوران في دوائر أو التلويح باليدين، فضلا عن أنه ينمي عادات وطقوساً يكررها دائماً، كما يفقد سكينته لدى حصول أي تغير، مهما كان ذلك التغير بسيطاً أو صغيراً. في هذه العادات أو الطقوس يكون المريض دائم الحركة يصاب بالذهول والانبهار من أجزاء معينة من الأغراض، مثل: دوران عجل في سيارة لعبة، كما يتصف بالحساسية الشديدة بشكل مبالغ فيه، للضوء أو الصوت أو اللمس، لكنه يكون غير قادر على الإحساس بالألم. ويعاني الأطفال صغيرو السن من صعوبات عندما يطلب منهم مشاركة تجاربهم مع الآخرين. وعند قراءة قصة لهم، على سبيل المثال، لا يستطيعون التأشير بإصبعهم على الصور في الكتاب. هذه المهارة الاجتماعية، التي تتطور في سن مبكرة جدا، ضرورية لتطوير مهارات لغوية واجتماعية في مرحلة لاحقة من النمو.
وكلما تقدم الأطفال في السن نحو مرحلة البلوغ، يمكن ان يصبح جزء منهم أكثر قدرة واستعدادا على الاختلاط والاندماج في البيئة الاجتماعية المحيطة، ومن الممكن أن يظهروا اضطرابات سلوكية اقل من تلك التي تميز مرض الذاتوية. حتى أن بعضهم، وخاصة اولئك منهم ذوي الاضطرابات الأقل حدة وخطورة، ينجح، في نهاية المطاف، في عيش حياة عادية أو نمط حياة قريباً من العادي أو الطبيعي.
وفي المقابل، تستمر لدى آخرين الصعوبات في المهارات اللغوية وفي العلاقات الاجتماعية المتبادلة، حتى أن بلوغهم يزيد، فقط، مشاكلهم السلوكية سوءاً وترديا.
جزء من هؤلاء الأطفال يكونون بطيئين في تعلم معلومات ومهارات جديدة، بينما يتمتع آخرون منهم بنسبة ذكاء طبيعية، أو حتى أعلى من الأشخاص العاديين. هؤلاء الأطفال يتعلمون بسرعة، لكنهم يعانون من مشاكل في الاتصال أو في تطبيق أمور تعلموها في حياتهم اليومية وفي ملاءمة/أقلمة أنفسهم للأوضاع والحالات الاجتماعية المتغيرة.
قسم ضئيل جدا من الأطفال الذين يعانون من مرض الذاتوية هم مثقفون ذاتويون وتتوفر لديهم مهارات استثنائية فريدة، تتركز خاصةً في مجال معين، مثل: الفن أو الرياضيات أو الموسيقى.
الذاتوية وباللاتيني (Autism) هي إحدى الاضطرابات التابعة لمجموعة من اضطرابات التطور المسماة باللغة الطبية «اضطرابات في الطيف الذاتوي» (Autism Spectrum Disorders - ASD) والتي تظهر في سن الرضاعة وبشكل عام، قبل بلوغ الطفل سن الثلاث سنوات، غالباً.
وبالرغم من اختلاف خطورة وأعراض مرض التوحد من حالة إلى أخرى، إلا أن جميع اضطرابات الذاتوية تؤثر على قدرة الطفل على الاتصال مع المحيطين به وتطوير علاقات متبادلة معهم.
وتظهر التقديرات أن 6 من بين كل 1000 طفل في الولايات المتحدة يعانون من الذاتوية، وأن عدد الحالات المشخصة من هذا الاضطراب تزداد باضطراد وعلى الدوام. ومن غير المعروف - حتى الآن - ما إذا كان هذا الازدياد هو نتيجة للكشف والتبليغ الأفضل نجاعة عن الحالات، أم هو ازدياد فعلي وحقيقي في عدد مصابي مرض التوحد، أم نتيجة هذين العاملين سوية.
وبالرغم من عدم وجود علاج لمرض الذاتوية، حتى الآن، الا أن العلاج المكثف والمبكر، قدر الإمكان، يمكنه أن يحدث تغييرا ملحوظا وجديا في حياة الأطفال المصابين بهذا الاضطراب.

## العلاج
مقال تفصيلي: علاج التوحد، التوحد والعلاج الوظيفي
لا يتوفر، حتى يومنا هذا، علاج واحد ملائم لكل المصابين بنفس المقدار. وفي الحقيقة، فإن تشكيلة العلاجات المتاحة لمرضى التوحد والتي يمكن اعتمادها في البيت أو في المدرسة متنوعة ومتعددة جدا، على نحو مثير للذهول.
بامكان الطبيب المعالج المساعدة في ايجاد الموارد المتوفرة في منطقة السكن والتي يمكنها ان تشكل أدوات مساعدة في العمل مع الطفل مريض التوحد.

### إمكانيات علاج التوحد
- العلاج السلوكي (Behavioral Therapy) وعلاجات أمراض النطق واللغة (Speech - language pathology)
- العلاج التربوي - التعليمي
- العلاج الدوائي
- يوجد عددٌ من الأدوية لها تأثير فعال على علاج سلوك الطفل الذي يعاني من التوحد ومن هذا السلوك (فرط النشاط أو القلق أو نقص القدرة على التركيز أو الإندفاع) والهدف من الأدوية تخفيف هذا السلوك حتى يستطيع الطفل أن يمارس حياته التعليميه والاجتماعية بشكل سوي إلى حد ما وعند وصف أي دواء للآباء لا بد من ضمان الأمان الكامل لأبناءهم.
- العلاجات البديلة

ونظراً لكون مرض التوحد حالة صعبة جدا ومستعصية ليس لها علاج شاف، يلجا العديد من الاهالي إلى الحلول التي يقدمها الطب البديل (Alternative medicine). ورغم ان بعض العائلات افادت بانها حققت نتائج ايجابية بعد علاج التوحد بواسطة نظام غذائي خاص وعلاجات بديلة أخرى، الا ان الباحثين لا يستطيعون تاكيد، أو نفي، نجاح هذه العلاجات المتنوعة على مرضى التوحد.

### الخلاصة
إن التَّوَحُّد أو الذاتوية اضطراب يظهر عادةً لدى الأطفال قبل الثالثة من العمر. وهو يؤثر على كيفية كلام الطفل وسلوكه وتفاعله مع الآخرين.
ثمة أنواع مختلفة من التوحد. كما أن أعراض التَّوَحُّد أو الذاتوية تختلف اختلافاً كبيراً من طفل لآخر.
من المهم أن تنتبه الأسرة إلى العلامات المبكرة للتوحد أو الذاتوية لكي تبادر إلى استشارة الطبيب المختص.
يجب على الأسرة أن تستشير الطبيب المختص إذا ظنت أن تطور الطفل غير طبيعي. والأشياء التي يجب أن تراقبها الأسرة هي:
إتمام الطفل للسنة الأولى دون محاولة الكلام.
إتمام الطفل للسنة الأولى دون استخدام الإيماء (أي التلويح أو الإشارة باليد)
بلوغ الطفل للسنة ونصف السنة دون لفظ كلمات مفردة.
بلوغ الطفل السنتين دون استخدام جمل من ك
كلمتين تكون من صنعه وليست مجرد تكرار بلا معنى لما يسمعه. فقدان الطفل في أي عمر للمهارات اللغوية أو المهارات الاجتماعية التي كانت لديه سابقاً.
رغم عدم وجود علاج يشفي من التَّوَحُّد أو الذاتوية، فإن هناك سبلاً كثيرة لمعالجته. وهي تهدف إلى مساعدة الطفل على التعايش مع التَّوَحُّد أو الذاتوية. كلما بدأ العلاج في وقت أبكر كانت فرص نجاحه أكبر. إذا كان لدى الأسرة أي مخاوف بشأن التطور الصحي للطفل فإن عليهم استشارة الطبيب.

## في الإعلام
- المحاسب The Accountant (فيلم)

## وصلات خارجية
- توحد على مشروع الدليل المفتوح